# Тіха-Биргеулуй (комуна)
Тіха-Биргеулуй (рум. Tiha Bârgăului) — комуна у повіті Бистриця-Несеуд в Румунії. До складу комуни входять такі села (дані про населення за 2002 рік):
- Мурешеній-Биргеулуй (1657 осіб)
- П'ятра-Финтинеле (299 осіб)
- Туряк (2532 особи)
- Тіха-Биргеулуй (1562 особи) — адміністративний центр комуни
- Чоса (238 осіб)

Комуна розташована на відстані 326 км на північ від Бухареста, 22 км на північний схід від Бистриці, 101 км на північний схід від Клуж-Напоки.

## Населення
За даними перепису населення 2002 року у комуні проживали 6288 осіб.
Національний склад населення комуни:
| Національність | Кількість осіб | Відсоток |
| -------------- | -------------- | -------- |
| румуни         | 6093           | 96,9%    |
| цигани         | 183            | 2,9%     |
| угорці         | 6              | 0,1%     |
| німці          | 6              | 0,1%     |

Рідною мовою назвали:
| Мова      | Кількість осіб | Відсоток |
| --------- | -------------- | -------- |
| румунська | 6271           | 99,7%    |
| циганська | 7              | 0,1%     |
| угорська  | 6              | 0,1%     |
| німецька  | 4              | 0,1%     |

Склад населення комуни за віросповіданням:
| Релігія                             | Кількість осіб | Відсоток |
| ----------------------------------- | -------------- | -------- |
| православні                         | 6073           | 96,6%    |
| п'ятдесятники                       | 128            | 2,0%     |
| греко-католики                      | 30             | 0,5%     |
| римо-католики                       | 5              | 0,1%     |
| не релігійні                        | 4              | 0,1%     |
| реформати                           | 2              | < 0,1%   |
| лютерани (Аугсбурзького сповідання) | 2              | < 0,1%   |
| бретрени                            | 1              | < 0,1%   |
| не вказали релігію                  | 1              | < 0,1%   |